# Rzeczpospolita babska

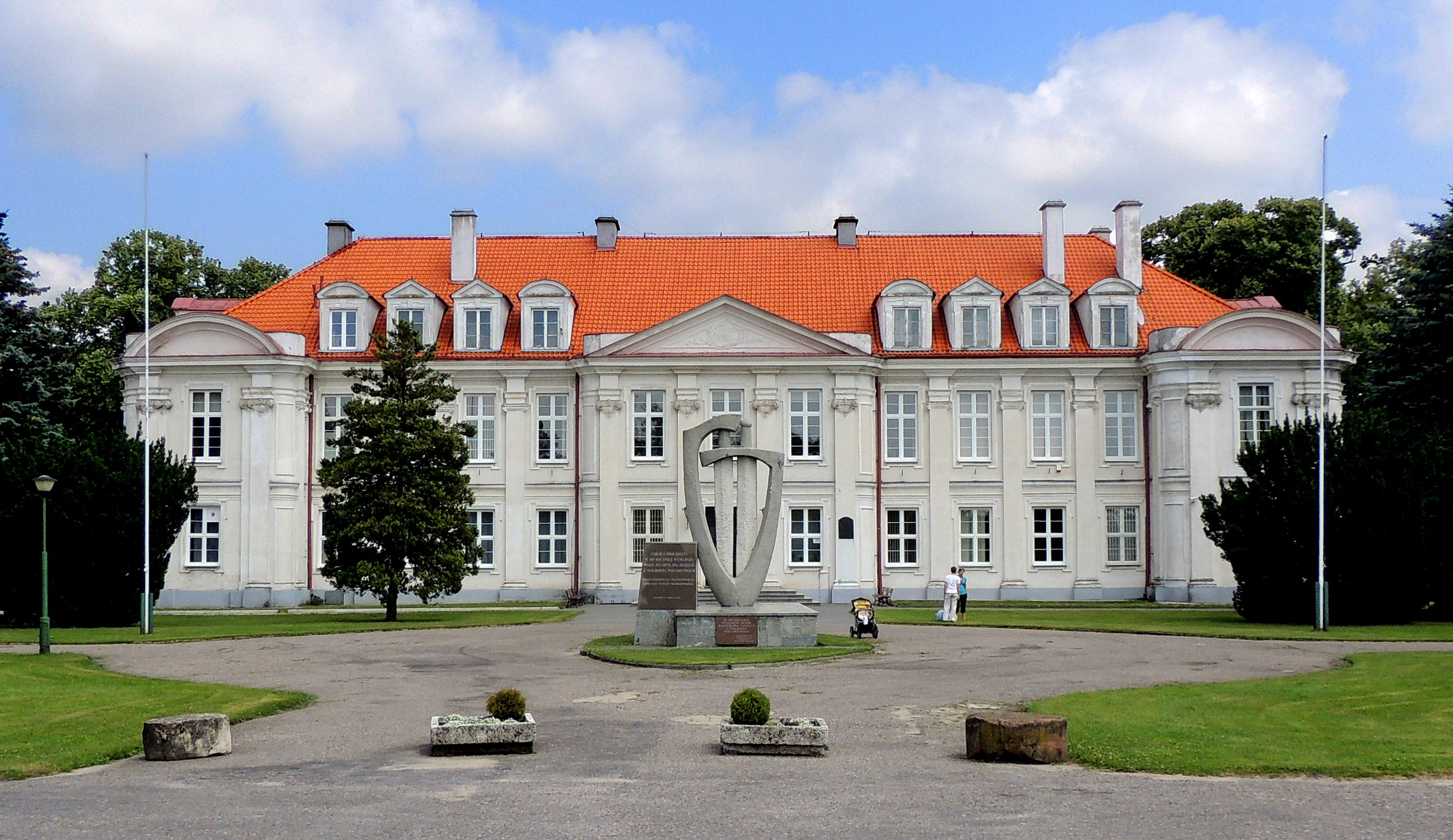
Pałac Biskupów Kujawskich w Wolborzu, gdzie zrealizowano większość scen

Rzeczpospolita babska – polski czarno-biały film fabularny zrealizowany w 1969 roku przez Hieronima Przybyła. Komedia o czasach tuż po II wojnie światowej.
Film miał premierę 8 lipca 1969 roku i był dystrybuowany w kinach w ramach podwójnego pokazu z Arrasami króla Zygmunta produkcji WFO z 1968 roku lub reportażem Gorzko, gorzko... produkcji WFD.

## Fabuła
Akcja toczy się w 1945 r. na ziemiach odzyskanych. Film opowiada o perypetiach dwóch grup żołnierzy – kobiecej i męskiej – zdemobilizowanych z Ludowego Wojska Polskiego. Choć kobiety są już w cywilu, porucznik Krystyna nadal utrzymuje wśród nich rygor wojskowy. Początkowa zawzięta rywalizacja obu grup z czasem przeradza się we współpracę, a owocem znajomości jest kilkanaście ślubów.

## Obsada
- Aleksandra Zawieruszanka – jako porucznik Krystyna Gromowicz
- Jan Machulski – jako kapitan Stanisław Karski
- Zofia Merle – jako sierżant Irena Molenda
- Teresa Lipowska – jako sierżant Danuta Pawlak
- Irena Karel – jako plutonowy Magda Seniuk
- Krystyna Sienkiewicz – jako szeregowy Aniela
- Krystyna Chimanienko – jako kapral Czesława Kowalik
- Elżbieta Starostecka – jako plutonowy Jadwiga Rymarczyk
- Wiesława Kwaśniewska – jako plutonowy Ewa Frąckiewicz
- Irena Szewczyk – jako szeregowy Elżbieta Koral
- Bogusław Sochnacki – jako narzeczony Magdy
- Włodzimierz Skoczylas – jako plutonowy Edek
- Kazimierz Grześkowiak – jako saper Ziutek
- Maciej Damięcki – jako Marko
- Damian Damięcki – jako Bolko
- Jerzy Turek – jako hydraulik
- Roman Kłosowski – jako kasiarz Maksymilian Konieczko
- Aleksander Fogiel – jako starosta
- Tadeusz Kalinowski – jako generał
- Krzysztof Litwin – jako żołnierz
- Wacław Kowalski – jako weterynarz
- Iwona Słoczyńska
- Bohdana Majda – jako członkini komitetu powitalnego
- Romuald Drobaczyński – jako Bukała
- Eugeniusz Kamiński – jako członek komitetu powitalnego
- Wojciech Brzozowicz

i inni

## Produkcja
Scenariusz filmu powstał na motywach historii 1. Samodzielnego Batalionu Kobiecego im. Emilii Plater, którego część żołnierek po zakończeniu II wojny światowej w Europie została osiedlona w Platerówce.
Większość scen zrealizowano w i przed pałacem w Wolborzu (woj. łódzkie, pow. piotrkowski). Pozostałe zdjęcia wykonano w Łodzi (wnętrza willi Zygmunta Richtera przy ul. Stefanowskiego 19, wnętrza pałacu Izraela Poznańskiego), Bogusławicach (zabudowania stadniny), koło jazu na rzece Pilicy w Tomaszowie Mazowieckim i na stacji kolejowej Wykno koło Koluszek (zabudowania stacyjne obecnie nie istnieją).